# Microlycus biroi
Microlycus biroi är en stekelart som beskrevs av Erdös 1951. Microlycus biroi ingår i släktet Microlycus, och familjen finglanssteklar. Arten är reproducerande i Sverige.